# HT 오메가
HT 오메가(HT Omega)는 캘리포니아주 온타리오에 본사를 둔 오디오 하드웨어 제조 회사이다. 개인용 컴퓨터 및 전문 시장을 위한 멀티미디어 하드웨어 및 주변 장치를 설계하고 제작한다. HT 오메가는 게이머와 홈 엔터테인먼트 매니아를 대상으로 돌비 디지털 및 DTS 기술을 기반으로 한 장비를 제작하는 전담 연구 개발 부서를 보유하고 있다.

## 제품 라인
HT 오메가는 C-Media 옥시즌 8788 디지털 신호 프로세서를 구현하여 사운드 카드에 진정한 24비트(192kHz) 성능을 제공한 최초의 회사 중 하나이다. 일부 카드에는 교체 가능한 연산 증폭기가 있다.
HT 오메가의 PC 오디오 카드 제품군에는 다음이 포함된다.
- STRIKER 7.1(기존 PCI)
- CLARO, CLARO 플러스 + (PCI)
- eCLARO(PCI 익스프레스)
- CLARO 헤일로, 헤일로 XT(PCI)
- 피닉스(PCI 익스프레스)